# Meiothecium fuscescens
Meiothecium fuscescens är en bladmossart som beskrevs av Brotherus 1908. Meiothecium fuscescens ingår i släktet Meiothecium och familjen Sematophyllaceae. Inga underarter finns listade i Catalogue of Life.